# Włókno zabezpieczające
Włókno zabezpieczające - stosowane dla zabezpieczenia druku włókno wprowadzone w strukturę papieru w procesie jego produkcji. Włókna zabezpieczające bywają różnej długości i barwy. Uwidaczniają się w świetle dziennym, w promieniach UV lub podczerwieni.